# Magdalena Wójcik (piosenkarka)
Magdalena Wójcik (ur. 2 września 1975 w Krasnymstawie) – polska piosenkarka i autorka tekstów.
Od 1994 wokalistka i liderka zespołu Goya, z którym nagrała osiem albumów: Goya (1998), Kawałek po kawałku (2003), Smak słów (2005), Horyzont zdarzeń (2007), Od wschodu do zachodu (2009), Chwile (2012), Widoki (2015) i Rozdział VIII (2023).

## Życiorys
W dzieciństwie uczęszczała do szkoły muzycznej w rodzinnym Krasnymstawie. Odkąd skończyła 16 lat, zaczęła uczestniczyć w licznych przeglądach piosenki, na których śpiewała i grała na gitarze. Za namową muzyków z zespołu Stare Dobre Małżeństwo nagrała demo ze swoimi autorskimi piosenkami pt. Tłuczone szkło, które wydała z pomocą wytwórni Dalmafon. Wkrótce została dostrzeżona przez wytwórnię muzyczną Pomaton EMI, z którą podpisała kontrakt. Uczyła się w Prywatnej Szkole Muzyki Rozrywkowej w Warszawie.
W 1994 z gitarzystą Grzegorzem Jędrachem oraz klawiszowcem Rafałem Gorączkowskim założyła zespół Goya. Kontynuuje także karierę solową. Zaśpiewała w utworze „Nadzieja się nie kończy” z albumu pt. Panasewicz (2008). W marcu 2010 wydała solowy album pt. Utkane z wyobrażeń. Jest współautorką tekstów piosenek na płytach Królowa dram (2020) i Irenka (2021) piosenkarki Sanah.

## Życie prywatne
Jej mężem został gitarzysta Grzegorz Jędrach.

## Dyskografia

### Albumy
| Rok  | Dane dot. albumu                                                                            |
| ---- | ------------------------------------------------------------------------------------------- |
| 1993 | Tłuczone szkło - Rok: 1993 - Wydawca: Dalmafon - Format: kaseta magnetofonowa               |
| 2010 | Utkane z wyobrażeń - Data: 26 marca 2010 - Wydawca: QL Music - Format: CD, digital download |

### Single
Jako główna artystka
| Rok  | Tytuł                                   | Najwyższe pozycje na liście | Album              |
| Rok  | Tytuł                                   | SLiP                        | Album              |
| ---- | --------------------------------------- | --------------------------- | ------------------ |
| 2010 | „Nie wymińmy się” (oraz Marcin Rozynek) | 27                          | Utkane z wyobrażeń |
| 2010 | „Halo ziemia”                           | 16                          | Utkane z wyobrażeń |
| 2010 | „Weszło mi w krew”                      | 37                          | Utkane z wyobrażeń |

Gościnnie
| Rok  | Tytuł                                           | Album |
| ---- | ----------------------------------------------- | ----- |
| 2021 | „Bliżej mi” (Kowalski, gościnnie: Magda Wójcik) | —     |

### Utwory dla innych artystów
| Rok           | Wykonawca                    | Album                                           | Utwór | Uwagi                     |
| ------------- | ---------------------------- | ----------------------------------------------- | --- | ------------------------- |
| 2009          | Michał Rudaś                 | Shuruvath                                       | - „Wszystko na dobrej drodze” | słowa                     |
| 2012          | Hania Stach                  | Moda                                            | - „Chwila bez ciebie” | słowa                     |
| 2019          | sanah                        | Królowa dram                                    | - „Cząstka” - „Solo” | słowa                     |
| 2019          | Marcin Sójka                 | Kilka prawd                                     | - „Jesteś potrzebna” | muzyka i słowa            |
| 2020          | sanah                        | Królowa dram                                    | - „Koronki” - „Idź” - „Szampan” - „Melodia” - „Królowa dram” - „Sama” - „Proszę pana” - „2/10” - „Róże (demo w domu)” | słowa                     |
| 2020          | Marzena Ryt                  | —                                               | - „Wybornie” | muzyka i słowa            |
| 2020          | Marzena Ryt                  | —                                               | - „Obca cywilizacja” | muzyka i słowa            |
| 2020          | Marzena Ryt                  | —                                               | - „Deser” | muzyka i słowa            |
| 2020          | Marzena Ryt, Marcin Wyrostek | —                                               | - „Cyklicznie” | muzyka i słowa            |
| 2020          | Amelia Andryszczyk           | —                                               | - „Kochany” | muzyka i słowa            |
| 2020          | Katt P                       | —                                               | - „Człowiek składa się z emocji” | muzyka                    |
| 2020          | Juli Chan                    | —                                               | - „Miło mi cię poznać” | słowa                     |
| 2020          | Adam Kubera                  | —                                               | - „Nie liczy się nic” | słowa                     |
| 2020          | Maja Nadolska                | —                                               | - „Sny” | muzyka i słowa            |
| 2020          | TST, Paprodziad              | —                                               | - „Ten zen” | muzyka                    |
| 2020          | sanah                        | Bujda                                           | - „Bujda” - „Duszki” | słowa                     |
| 2021          | Ania Nadkierniczna           | —                                               | - „Za jakiś czas” | słowa                     |
| 2021          | sanah                        | Irenka                                          | - „Ten Stan” - „2:00” - „Etc. (na disco)” - „Ale jazz!” (& Vito Bambino) - „Oczy” - „To koniec” - „Irenka” - „Warcaby” - „Ale jazz! (na jazzowo)” - „Etc.” - „Co ja robię tutaj” - „Bujda – większa!” - „2:00 (prod. Arkadiusz)” - „Kapela gra” | muzyka i słowa            |
| 2021          | Marzena Ryt                  | —                                               | - „Taki żart” | muzyka i słowa            |
| 2021          | Amelia Andryszczyk           | —                                               | - „Szansa” | muzyka i słowa            |
| 2021          | Magda Bereda                 | —                                               | - „2:00” | muzyka i słowa            |
| 2021          | Kowalski                     | —                                               | - „D_opamin_A.” | muzyka i słowa            |
| 2021          | Sylvia Nowak                 | —                                               | - „Nieobojętny” | słowa                     |
| 2021          | Sylvia Nowak                 | —                                               | - „Brak” | muzyka, słowa i produkcja |
| 2021          | Amelia Andryszczyk           | —                                               | - „Na uboczu” | słowa                     |
| 2021          | Natalia Zastępa              | Nie żałuję                                      | - „Błysk” | słowa                     |
| 2021          | Ewa Farna                    | Umami                                           | - „Mała czarna” - „2 min.” (gościnnie: Sofia Medjmedj) - „Luz” | słowa                     |
| 2021          | Ewa Farna                    | Umami                                           | - „Ross i Rachel” | muzyka i słowa            |
| 2021          | Urszula                      | —                                               | - „Kilka słów” | słowa                     |
| 2021          | Urszula                      | Teraz ja                                        | - „Ten czas” | słowa                     |
| 2021          | TST, Łukasz Drapała          | —                                               | - „Bez Ciebie” | muzyka                    |
| 2022          | bryska                       | Jestem bryska                                   | - „Neonowe laczki” - „Drama” - „Ciało” - „Lato (pocałuj mnie)” - „Lato (pocałuj mnie)” (Mandee Remix) | muzyka i słowa            |
| 2022          | Juli Chan                    |                                                 | - „Nie lubię zmyślać” | słowa                     |
| 2022          | Natalia Lesz                 | —                                               | - „Wiosną” | muzyka i słowa            |
| 2022          | Emilia Fibich                | —                                               | - „Najlepszy czas” | muzyka i słowa            |
| 2022          | Natalia Gałuszczyńska        | —                                               | - „Słowa” | muzyka i słowa            |
| 2022          | bryska                       | Moja ciemność                                   | - „Drama” (Mandee Remix) - „Kręgi w zbożu” | muzyka i słowa            |
| 2022          | bryska                       | [Moja ciemność]²                                | - „Kraksa” - „Ballada o kraksie” | muzyka i słowa            |
| 2022          | Natalia Lesz                 | —                                               | - „Lustro” - „Lustro (Live)” | słowa                     |
| 2022          | Urszula                      | —                                               | - „Z dnia na dzień” | słowa                     |
| 2022          | P3rky                        | —                                               | - „Problem” | słowa                     |
| 2022          | Sara James                   | —                                               | - „Magia jest w nas” | słowa                     |
| 2022          | Sylvia Nowak                 | —                                               | - „Szczęście” | słowa                     |
| 2023          | Krystian Embradora           | —                                               | - „Na pokaz” | słowa                     |
| 2023          | Juli Chan, Cleo              | —                                               | - „Wyloguj się” | słowa                     |
| 2023          | bryska                       | —                                               | - „matrix” | muzyka i słowa            |
| 2023          | Natalia Lesz                 | —                                               | - „Wierszem lubimy przeklinać” - „Nienaganne żony” | muzyka                    |
| 2023          | Kowalski                     | —                                               | - „Jurek” | produkcja                 |
| 2023          | Stan Zapalny                 | Moje momenty                                    | - „Bożole” - „Jedno zadanie” - „Tajemny rytuał” | muzyka                    |
| 2023          | Mateusz Gędek                | —                                               | - „Uśmiech nr 3” | muzyka                    |
| 2023          | Mateusz Gędek                | —                                               | - „Grawitacja” | muzyka                    |
| 2023          | Juli Chan                    | Relapse                                         | - „Relapse” - „Kłamię” | słowa                     |
| 2024          | Jarq                         | —                                               | - „Pusta sofa” | słowa                     |
| 2024          | Jarq                         | —                                               | - „Feniks” | słowa                     |
| 2024          | Adi                          | —                                               | - „STOP” | muzyka                    |
| 2024          | Adi                          | —                                               | - „Tu i teraz” | muzyka                    |
| 2024          | Gedz                         | Anatema                                         | - „Miernik szczęścia (skit)” - „Port teleportacyjny (skit)” | muzyka i słowa            |
| 2024          | Natalia Lesz                 | —                                               | - „Warszawski deszcz” | muzyka                    |
| 2024          | Natalia Lesz                 | —                                               | - „West end” | muzyka                    |
| 2024          | Sylwia Grzeszczak            | —                                               | - „Och i ach” | słowa                     |
| 2024          | Paula Biskup                 | —                                               | - „Nie zasnę” - „Nie pasuję do ciebie” | słowa                     |
| 2024          | Sonia                        | —                                               | - „Lubię te klimaty” | muzyka                    |
| 2024          | sanah                        | Can you love me for who I am? (Part 1 / Part 2) | - „Should have known” - „Tiny little people” | muzyka i słowa            |
| 2025          | Żaneta Chełmiak              | —                                               | - „Topnieję” | słowa                     |
| 2025          | Adi                          | —                                               | - „To nie tak” | muzyka                    |
| 2025          | Natalia Lesz                 | —                                               | - „Kino Noir” | słowa                     |
| 2025          | Anielka                      | —                                               | - „Chwila” | słowa                     |
| 2025          | Igo                          | 12                                              | - "Tornado" - "Bruce" | słowa                     |
|               |                              |                                                 | |                           |
| Źródło: Tidal |                              |                                                 | |                           |

## Nagrody i nominacje
| Rok  | Konkurs         | Kategoria                                      | Tytułem      | Rezultat  | Źródło |
| ---- | --------------- | ---------------------------------------------- | ------------ | --------- | ------ |
| 2005 | Fryderyki 2005  | Kompozytor roku                                | Magda Wójcik | Nominacja | [ 10 ] |
| 2005 | Fryderyki 2005  | Autor roku                                     | Magda Wójcik | Nominacja | [ 10 ] |
| 2005 | Fryderyki 2005  | Wokalistka roku                                | Magda Wójcik | Nominacja | [ 10 ] |
| 2025 | Nagrody ZAiKS-u | Songwriterka/Popularyzacja polskiej twórczości | Magda Wójcik | Laureatka | [ 11 ] |